# Kvinnor offside
Kvinnor offside (persiska آفساید, internationell titel Offside) är en iransk film från 2006 i regi av Jafar Panahi.

## Handling
Filmen handlar om några unga kvinnor som försökt ta sig in på Azadistadion i Teheran vid en fotbollsmatch mellan Iran och Bahrain i kvalet till fotbolls-VM 2006. Eftersom kvinnor vid den här tiden inte tilläts gå på fotboll i Iran grips de av värnpliktiga soldater och ställs i en hage bildad av kravallstaket i ett hörn av stadion. De får själva inte se matchen, men hör mycket av vad som händer på arenan, och en av soldaterna kommenterar delar av matchen för dem.
En bit in i andra halvlek föses kvinnorna i en minibuss. De ska köras genom Teheran till soldaternas högkvarter. Under bilresan lyssnar de på matchen på radio. Iran vinner matchen och kvalificerar sig till VM. Både kvinnorna och soldaterna ger sig ut på gatan och firar med den jublande folkmassan.

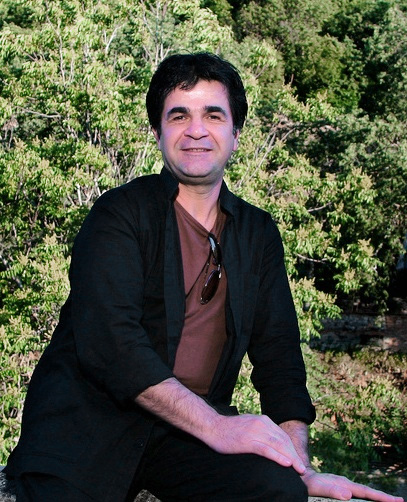
Regissören Jafar Panahi, 2007.

## Mottagande
Filmen förbjöds i Iran, men fick mycket goda recensioner i väst. Recensionssidan Rotten Tomatoes rapporterar att 95 % av alla kritiker gav den positiva recensioner, baserat på 82 recensioner. Den har också belönats med flera priser, bland annat Silverbjörnen vid Filmfestivalen i Berlin 2006.
I samband med den internationella premiären av filmen lyfte Irans president Mahmoud Ahmadinejad förbudet för kvinnor att gå på fotboll.

### Fotnoter
1. ↑  ”Offside (2006/I) - Trivia”. The Internet Movie Database. http://www.imdb.com/title/tt0499537/trivia. Läst 3 februari 2011.
2. ↑  ”Offside - Rotten Tomatoes”. Rotten Tomatoes. http://www.rottentomatoes.com/m/offside/. Läst 3 februari 2011.
3. ↑  ”Awards for Offside (2006/I)”. The Internet Movie Database. http://www.imdb.com/title/tt0499537/awards. Läst 3 februari 2011.
4. ↑  Hooman Majd (2010). Irans dubbla ansikte. Stockholm: Ordfront. sid. 118. Libris 11807396. ISBN 978-91-7037-547-7